# La malquerida (pel·lícula de 1949)
La malqueridaés una pel·lícula mexicana de 1949, adaptació de la obra homònima del dramaturg espanyol Jacinto Benavente. Va ser dirigida per Emilio Fernández i protagonitzada per Dolores del Río, Julio Villarreal, Roberto Cañedo, Columba Domínguez i Pedro Armendáriz.

## Argument
A la Hisenda El Soto hi viuen Doña Raymunda (Dolores del Río) la seva filla, Acàcia (Columba Domínguez). En quedar Raymunda vídua, va contreure matrimoni amb Esteban (Pedro Armendáriz), que és rebutjat per la seva filla, sense saber que en realitat entre tots dos s'ha despertat un amor molt profund que tots dos oculten després de la seva màscara d'hostilitat. El pitjor ve quan Esteban comença a desfer-se de tots els homes que envolten a Acàcia, que comença a ser anomenada La Malquerida.

## Repartiment
- Dolores del Río.... Raimunda
- Pedro Armendáriz.... Esteban
- Columba Domínguez.... Acacia
- Roberto Cañedo .... Faustino
- Julio Villarreal .... don Eusebio
- Gilberto González .... El Rubio
- Mimí Derba .... doña Mercedes
- Enriqueta Reza .... Juliana
- Carlos Riquelme .... Norberto
- Eduardo Arozamena .... pastor
- Manuel Dondé .... juez de acordada
- Luis Aceves Castañeda .... cantinero

## Premis i nominacions
Gabriel Figueroa, va guanyar el Premi Internacional a Millor Fotografia de la 10a Mostra Internacional de Cinema de Venècia en 1949, on també va ser nominat Emilio "Indio" Fernández per a obtenir el Lleó d'Or.
L'any de 1950, l'Acadèmia Mexicana d'Arts i Ciències Cinematogràfiques, nominaria Manuel Fontanals, per a obtenir l'Ariel en la categoria de "Millor Escenografia"

## Dades i curiositats
Filmada en 1949 i dirigida per Emilio “Indio” Fernández, conjuga en la història mateixa i en les decisions del director per la seva realització una estampa artística d'allò més rellevant del melodrama rural en l'anomenada època d'Or del cinema mexicà. Basada en l'obra de teatre homònima escrita en 1913 pel dramaturg espanyol Jacinto de Benavente; La malquerida és una història de passions prohibides, secrets i escàndols per a la conservadora moral de l'època. El que estigui escrita i concebuda com a posada teatral, facilita les coses a l'Indio Fernández, qui trasllada el drama al camp mexicà (a l'estat de Guanajuato) i ambienta la vida en una hisenda, també influenciada pel moviment revolucionari, un altre subgènere àmpliament explotat durant la mateixa etapa del cinema mexicà. Però la història en si mateixa i la seva estructura dramàtica d'origen, no són el més rellevant de la versió fílmica. També compten de manera important la magistral fotografia de Gabriel Figueroa i l'elecció de l'elenc que compta amb tres de les figures més populars de l'època, interpretant els papers que els convertirien en clàssics: Dolores del Río, com la vídua, la propietària, la dona embolicada en el dubte entre seguir el va imposar d'un desig o mantenir el seu respectat estatus; Pedro Armendáriz com el prototip del masclisme de l'època, incapaç de resoldre el conflicte, però seguint un instint que portarà la situació al punt d'insostenible; i finalment Columba Domínguez com la bellesa fantasmal i seductora, la poma de la discòrdia, l'essència de la temptació.
La pel·lícula és vigent ara com llavors, perquè les motivacions passionals dels protagonistes, són reals, succeeixen en el quotidià. I tristament ara, com en 1949, els judicis morals se sostenen en vagues premisses, en sobrenoms cruels, en opinions injustes. La malquerida és una peça artística que ha sobrepassat amb èxit la prova del temps. Un document fílmic considerat entre les millors pel·lícules mexicanes de tots els temps.
Aquest film ocupa el lloc 92 dins de la llista de les 100 millors pel·lícules del cinema mexicà, segons l'opinió de 25 crítics i especialistes del cinema a Mèxic, publicada per la revista Somos en juliol de 1994.
En 2014, el format va ser adaptat per Ximena Suárez a telenovel·la, protagonitzada per Victoria Ruffo, Christian Meier i Ariadne Díaz.